# Centrum Kultury Koreańskiej w Warszawie
Centrum Kultury Koreańskiej w Warszawie (바르샤바 한국 문화원, Korea Cultural Center in Warsaw) – instytucja promocji kultury koreańskiej w Warszawie. Formalnie Centrum wchodzi jako Wydział Kultury w skład Ambasady Republiki Korei (Korei Południowej) w Warszawie.
Centrum zostało powołane w 2010; mieści się w budynku Nordic Park przy ul. Kruczkowskiego 8 w Warszawie.
Centrum działa na rzecz szerzenia wiedzy o Republice Korei, przybliżając język i kulturę koreańską oraz ułatwiając wymianę kulturalną pomiędzy Rzecząpospolitą Polską a Republiką Korei.